# اردچ
اردچ (به صربی: Erdeč) یک منطقهٔ مسکونی در صربستان است که در Stanovo واقع شده‌است. اردچ ۷٬۵۰۰ نفر جمعیت دارد.